# Parallel Paradise
Parallel Paradise (パラレルパラダイス?, Parareru Paradaisu) è un manga scritto e disegnato da Lynn Okamoto. Viene serializzato dal 18 marzo 2017 sulla rivista Young Magazine edita da Kōdansha. Al 7 maggio 2025 sono stati pubblicati 28 volumi tankōbon.

## Trama
Yota Tada è un normale studente delle superiori che nutre sentimenti profondi per la sua amica d'infanzia Nishina. Un giorno mentre si trova a scuola a seguire una lezione viene improvvisamente attaccato e apparentemente ucciso da un misterioso essere simile a uno spaventapasseri. In seguito Yota si risveglia e si ritrova in un mondo alternativo dove sono presenti castelli, draghi e due lune colorate in un cielo viola. Qui incontra la paladina Lumi e un uccello a tre zampe di nome Genius e presto scopre di essere finito in un mondo di sole donne e lui è il primo uomo ad entrarci dopo secoli. Grazie a ciò, le femmine di questo mondo non hanno assolutamente alcuna resistenza nei suoi confronti e il suo tocco unico rende Lumi incredibilmente eccitata. Genius quindi gli ordina di accoppiarsi con lei e tutte le altre ragazze di questo mondo fantastico.

## Personaggi
Yota Tada (太多 陽太?, Tada Yōta)
Un normale studente delle superiori che nutre sentimenti profondi per la sua amica d'infanzia Nishina. È piuttosto abile nel kendō che ha imparato su suggerimento del padre.
Lumi (ルーミ?, Rūmi)
Una paladina del regno di Caesar. Non è molto intelligente ma compensa con la sua grande gentilezza. Dopo il suo primo incontro con Yota decide di aiutare quest'ultimo a celare la sua identità davanti agli altri. È un membro del gruppo noto come The Quintet che protegge la città di Meese.
Genius (ジーニアス?, Jīniasu)
Un uccello con tre zampe che Lumi crede sia Dio. Spiega e rivela a Yota vari segreti del mondo alternativo in cui è finito.
Lilia (リリア?, Riria)
La più forte arciera del regno di Caesar. All'apparenza sembra una ragazza tranquilla e diligente ma in realtà è molto perversa e da molto tempo sogna di accoppiarsi con un uomo. Anche lei fa parte del gruppo The Quintet che protegge la città di Meese.
Misaki (ミサキ?)
Un'altra guerriera che fa parte del gruppo The Quintet.
Momo (もも?)
Una lanciere che fa parte del gruppo The Quintet.
Haru (ハル?)
Una guardiana che fa parte del gruppo The Quintet.
Mona (モナ?) e Lisa (リザ?, Riza)
Una coppia di gemelle che compaiono nella città di Meese. Sono estremamente sincere a tal punto che in alcuni casi sembrano addirittura maleducate.
Sayuri (サユリ?)
Un'elfa che gestisce un negozio dove vende vari beni misteriosi.
Nishina (仁科?)
L'amica d'infanzia di Yota per il quale nutre dei sentimenti profondi.

## Pubblicazione
La serie, scritta e disegnata da Lynn Okamoto, viene serializzata dal 18 marzo 2017 sulla rivista Young Magazine edita da Kōdansha. Nel luglio 2022 è stato annunciato che il manga è prossimo al climax. I capitoli vengono raccolti in volumi tankōbon dal 4 agosto 2017; al 7 maggio 2025 il numero totale ammonta a 28.

### Volumi
| Nº | Data di prima pubblicazione | Data di prima pubblicazione                                                 | Data di prima pubblicazione |
| Nº | Giapponese                  | Giapponese                                                                  |                             |
| -- | --------------------------- | --------------------------------------------------------------------------- | --------------------------- |
| 1  | 4 agosto 2017               | ISBN 978-4-06-510095-0 (ed. regolare) ISBN 978-4-06-510223-7 (ed. limitata) |                             |
| 2  | 17 novembre 2017            | ISBN 978-4-06-510351-7 (ed. regolare) ISBN 978-4-06-510826-0 (ed. limitata) |                             |
| 3  | 19 marzo 2018               | ISBN 978-4-06-511039-3 (ed. regolare) ISBN 978-4-06-511496-4 (ed. limitata) |                             |
| 4  | 6 luglio 2018               | ISBN 978-4-06-512025-5                                                      |                             |
| 5  | 5 ottobre 2018              | ISBN 978-4-06-513146-6                                                      |                             |
| 6  | 6 febbraio 2019             | ISBN 978-4-06-514568-5 (ed. regolare) ISBN 978-4-06-514977-5 (ed. limitata) |                             |
| 7  | 6 giugno 2019               | ISBN 978-4-06-516134-0                                                      |                             |
| 8  | 4 ottobre 2019              | ISBN 978-4-06-517233-9 (ed. regolare) ISBN 978-4-06-517234-6 (ed. limitata) |                             |
| 9  | 6 febbraio 2020             | ISBN 978-4-06-518218-5                                                      |                             |
| 10 | 7 maggio 2020               | ISBN 978-4-06-519551-2                                                      |                             |
| 11 | 5 agosto 2020               | ISBN 978-4-06-520460-3                                                      |                             |
| 12 | 6 novembre 2020             | ISBN 978-4-06-521373-5 (ed. regolare) ISBN 978-4-06-521374-2 (ed. limitata) |                             |
| 13 | 5 marzo 2021                | ISBN 978-4-06-522578-3 (ed. regolare) ISBN 978-4-06-522577-6 (ed. limitata) |                             |
| 14 | 4 giugno 2021               | ISBN 978-4-06-523665-9                                                      |                             |
| 15 | 6 settembre 2021            | ISBN 978-4-06-524764-8                                                      |                             |
| 16 | 6 dicembre 2021             | ISBN 978-4-06-526173-6                                                      |                             |
| 17 | 4 marzo 2022                | ISBN 978-4-06-527064-6                                                      |                             |
| 18 | 6 luglio 2022               | ISBN 978-4-06-528412-4                                                      |                             |
| 19 | 4 novembre 2022             | ISBN 978-4-06-529805-3                                                      |                             |
| 20 | 6 marzo 2023                | ISBN 978-4-06-531066-3                                                      |                             |
| 21 | 6 giugno 2023               | ISBN 978-4-06-531978-9                                                      |                             |
| 22 | 6 settembre 2023            | ISBN 978-4-06-533008-1                                                      |                             |
| 23 | 6 dicembre 2023             | ISBN 978-4-06-533626-7                                                      |                             |
| 24 | 5 aprile 2024               | ISBN 978-4-06-534911-3                                                      |                             |
| 25 | 5 luglio 2024               | ISBN 978-4-06-536269-3                                                      |                             |
| 26 | 4 ottobre 2024              | ISBN 978-4-06-537255-5                                                      |                             |
| 27 | 6 gennaio 2025              | ISBN 978-4-06-538171-7                                                      |                             |
| 28 | 7 maggio 2025               | ISBN 978-4-06-539621-6                                                      |                             |
| 29 | 5 settembre 2025            | ISBN 978-4-06-540794-3                                                      |                             |

## Accoglienza
Nel luglio 2020 il manga è diventato uno dei sette titoli rimossi da Books Kinokuniya in Australia a seguito di alcuni reclami in quanto ritenuto una promozione alla pornografia infantile.